# 紀文利
紀 文利（き の ふみとし）は、平安時代中期の貴族。参議・紀淑光の子。

## 経歴
康保3年（966年）に紀伊守として下向する。同行した甥の行義(兄文煥の子)は、在国中に第38代紀伊国造職の奉世の女を娶った縁で、天元年中（10世紀後葉）に紀伊国造職を譲られた。

## 官歴
- 康保3年（966年） 3月16日：見紀伊守（任符請印）[1]
- 安和元年（968年） 6月29日：見紀伊守従五位下[2]

## 系譜
『尊卑分脈』による。
- 父：紀淑光
- 母：不詳
- 妻：不詳
  - 男子：紀忠道
  - 男子：紀致頼

子息の文道は細見大丞を名乗り、細見氏の祖となる。大丞の子孫の細見成信は、足利義満の重臣で丹波国に蟄居していた細川頼之にみいだされ、頼之に仕えるようになった。以後、頼之にしたがって功があり、兎原・多紀あわせて十六村を知行した。また、1576年、丹波に攻め込んだ明智光秀は黒井城まで迫ったが、「赤井の呼び込み戦法」に敗れて兵を引いた。このとき、草山砦（草山城・本郷城）に拠る細見将監信光(細見宗信とも)は、敗走路に位置する鼓峠において明智軍を撃破したという。